# Галапагосский морской заповедник
Галапагосский морской заповедник (исп. Reserva Marina de Galápagos) — морской заповедник, охватывающий Галапагосские острова и прилегающую акваторию Тихого океана. Заповедник является одной из самых необычных экосистем планеты и характеризуется высоким биоразнообразием. В 1978 году острова были включены в список всемирного наследия ЮНЕСКО. Заповедник является четвёртым по величине после Морского заповедника на Британской территории в Индийском океане, Заповедной территории островов Феникс и Большого Барьерного рифа.
Площадь поверхности — 133 км².